# سن تن ولی (آریزونا)
سن تن ولی (به انگلیسی: San Tan Valley) یک منطقهٔ مسکونی در ایالات متحده آمریکا است که در شهرستان پاینال، آریزونا واقع شده‌است. سن تن ولی ۹۴٫۹۹ کیلومتر مربع مساحت و ۸۱٬۳۲۱ نفر جمعیت دارد.